# Вега, Рамон
Рамо́н Ве́га (фр. и исп. Ramon Vega; родился 14 июня 1971, Ольтен, Швейцария) — швейцарский футболист, центральный защитник. Наиболее известен по выступлениям за «Грассхоппер», «Тоттенхэм Хотспур» и сборную Швейцарии. Участник чемпионата Европы 1996.
Рамон Вега был пятым ребёнком в семье испанских эмигрантов. Он окончил школу в Тримбахе, имеет образование Цюрихской школы бизнеса по специальности «банковский менеджмент».

## Клубная карьера
Наиболее успешную и долгую и успешную часть своей карьеры Вега провёл в цюрихсском клубе «Грассхоппер». В составе «кузнечиков» он выиграл много титулов и неоднократно становился чемпионом страны. После Евро-1996 Рамон принял предложение итальянского «Кальяри», но спустя полгода оказался в клубе английской Премьер-лиги «Тоттенхэм Хотспур». За трансфер Веги «шпоры» заплатили 3,75 миллиона £, но карьера на «Уайт Харт Лейн» у Рамона не задалась. Несмотря на это Вега выиграл с «Тоттенхэмом» Кубок Футбольной лиги. В финале против «Лестера» он получил перелом колена и не смог больше выступать за «шпор». для получения игровой практики Вега на правах аренды перешёл в шотландский «Селтик». В составе кельтов он стал чемпионом, а также обладателем Кубка Шотландии и Кубка лиги.В 2001 году Рамон перешёл в «Уотфорд». В 2002 году он присоединился к клубу второго дивизиона чемпионата Франции «Кретей», где и завершил карьеру по окончании сезона.

## Национальная сборная
Вега дебютировал за сборной Швейцарии в 1993 году. В 1996 году Рамон попал в заявку сборной на участие в чемпионате Европы в Англии. На турнире он сыграл в матчах против команд Нидерландов, Англии и Шотландии. Всего за сборную Вега сыграл 28 матчей и забил 1 гол.

## Личная жизнь
Сейчас Вега удачливый бизнесмен, администратор финансовой компании. Он совладелец ювелирного магазина в Уотфорде. Имеет также долю в гостиничном и ресторанном бизнесе.

## Достижения
Командные
 «Грассхоппер»
- Чемпионат Швейцарии по футболу — 1990/91
- Чемпионат Швейцарии по футболу — 1994/95
- Чемпионат Швейцарии по футболу — 1995/96
- Обладатель Кубка Швейцарии — 1993/94

 «Тоттенхэм Хотспур»
- Обладатель Кубка Футбольной лиги — 1998/99

 «Селтик»
- Чемпионат Шотландии по футболу — 2000/01
- Обладатель Кубка Шотландии — 2000/01
- Обладатель Кубка шотландской лиги — 2000/01